# ریکاردو شایی
ریکاردو شایی (ایتالیایی: Riccardo Chailly؛ تلفظ ایتالیایی: [rikˈkardo ʃʃaˈji]؛ زادهٔ ۲۰ فوریهٔ ۱۹۵۳) موسیقی‌دان و رهبر ارکستر فرانسوی‌تبار اهل ایتالیا است.
او در خانواده‌ای اهل موسیقی زاده شد و آهنگسازی را از پدرش آموخت که آهنگساز مشهوری بود. خواهرش نوازندهٔ چنگ است و خودش نیز مدتی نوازندهٔ درام بود.
ریکاردو موسیقی را در کنسرواتوارهای پروجا و میلان آموخت و در سن ۲۰ سالگی دستیار رهبری موسیقی برای کلودیو آبادو در لا اسکالا شد. او از سال ۱۹۸۸ تا ۲۰۰۴ میلادی، رهبر اصلی ارکستر سمفونیک سلطنتی (RCO) بود.